# 罗尔夫·安德烈亚森
罗尔夫·安德烈亚森（挪威語：Rolf Andreassen，1949年4月3日—），挪威男子赛艇运动员。他曾代表挪威参加1972年和1976年夏季奥林匹克运动会赛艇比赛，其中1976年奥运会获得一枚银牌。